# Tobias Weis
Tobias Weis (ur. 30 lipca 1985 w Schwäbisch Hall) – niemiecki piłkarz grający na pozycji pomocnika. Od 2017 roku zawodnik FSV 08 Bissingen.

## Kariera klubowa
W latach 2003–2007 grał w rezerwach VfB Stuttgart. Od 2007 do 2014 był zawodnikiem TSG 1899 Hoffenheim. Następnie trafił do klubu Eintracht Frankfurt, by w 2014 przejść do VfL Bochum.

## Kariera reprezentacyjna
Weis pierwsze powołanie do narodowej reprezentacji Niemiec otrzymał na mecz towarzyski z Anglią w roku 2008, wtedy jednak nie zagrał. Zadebiutował w kadrze 2 czerwca 2009 w meczu przeciwko Zjednoczonym Emiratom Arabskim zmieniając w 66 minucie Thomasa Hitzlspergera.